# Pseudogriphoneura aries
Pseudogriphoneura aries är en tvåvingeart som beskrevs av Charles Howard Curran 1942. Pseudogriphoneura aries ingår i släktet Pseudogriphoneura och familjen lövflugor.
Artens utbredningsområde är Panama. Inga underarter finns listade i Catalogue of Life.